# Hl. Dreifaltigkeit (Kreuz)

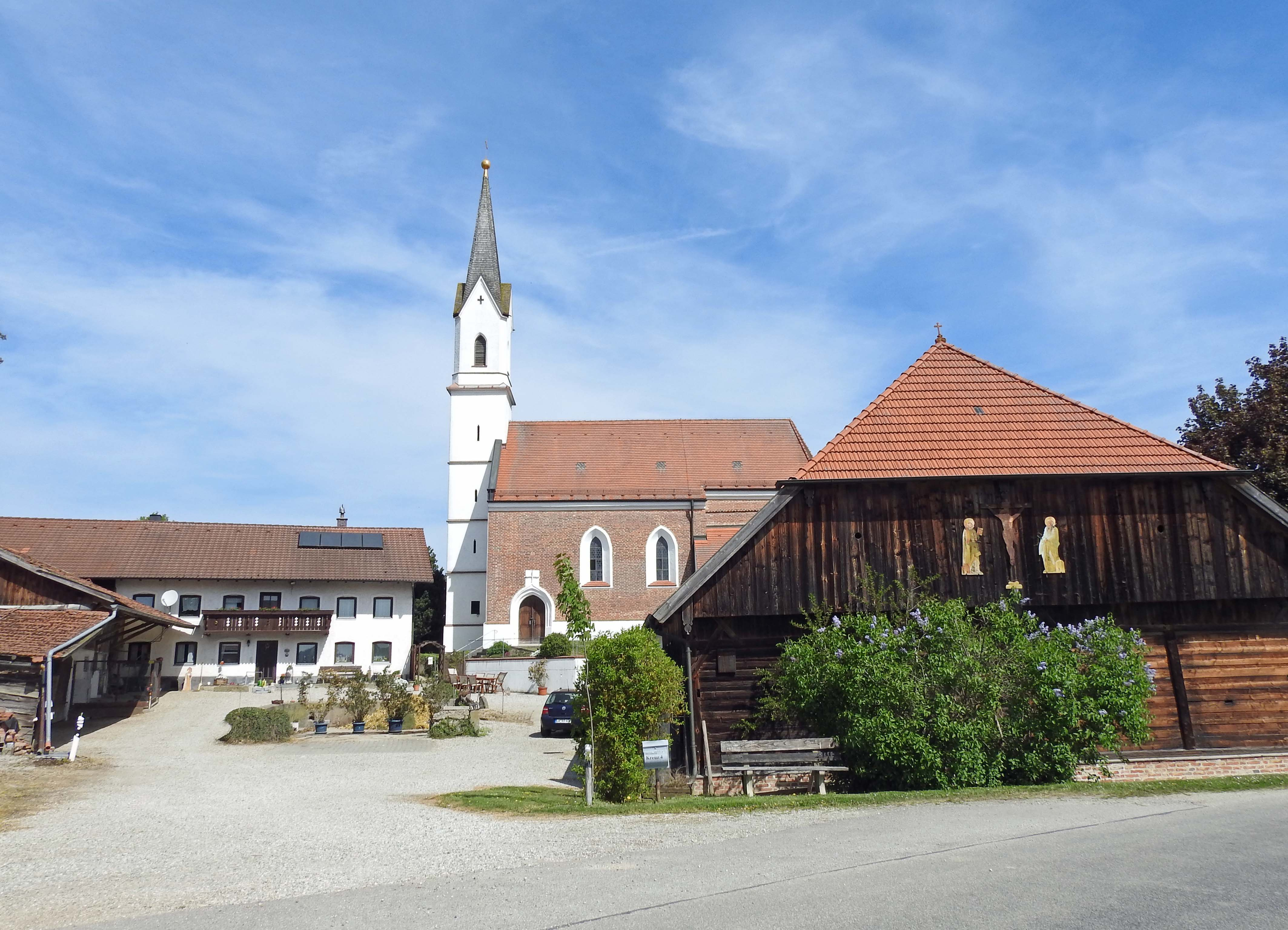
Außenansicht der Filialkirche Hl. Dreifaltigkeit von Süden

Die römisch-katholische Filialkirche Heiligste Dreifaltigkeit in Kreuz, einem Ortsteil des Marktes Velden im niederbayerischen Landkreis Landshut, ist eine spätgotische Saalkirche, die um 1500 erbaut wurde. War sie früher (zum Beispiel in einer Veldener Pfarrbeschreibung von 1585) dem Ortsnamen entsprechend dem Heiligen Kreuz tituliert, so trägt sie heute das Patrozinium der Heiligen Dreifaltigkeit. Dieses wird am Dreifaltigkeitssonntag, dem Sonntag nach Pfingsten, gefeiert. Wann das Patrozinium geändert wurde, ist unklar. Das Gotteshaus ist als Baudenkmal mit der Nummer D-2-74-183-60 beim Bayerischen Landesamt für Denkmalpflege eingetragen. Kreuz ist eine Filiale der Pfarrei Velden im Dekanat Geisenhausen des Erzbistums München und Freising.

## Geschichte
Die spätgotische Kirche wird aufgrund ihrer stilistischen Merkmale in die Zeit um 1500 datiert; das genaue Erbauungsjahr ist unbekannt. Im Jahr 1585 wurden in einer Veldener Pfarrbeschreibung in der Kirche „zum Heiligen Kreuz“ ein Hauptaltar zu Ehren des Heiligen Kreuzes mit „schöne(n) Figuren“ der Heiligen Vitus und Hieronymus, ein Nebenaltar zu Ehren des heiligen Vitus, ein schönes Kruzifix und eine Figur der Mater Dolorosa erwähnt.
Anfang des 19. Jahrhunderts sollte die Kirche im Zuge der Säkularisation abgerissen werden. Dies konnte durch den Einsatz der Bauern aus der Umgebung verhindert werden. Die Kirche wurde in den Jahren 1896/97 komplett renoviert. Dabei wurde unter anderem das Satteldach des Turmes durch den heutigen neugotischen Spitzhelm ersetzt. 1979 wurden Dach und Turm renoviert, wobei der Turmhelm sein heutiges Schindeldach erhielt.

## Architektur

### Außenbau
Die nach Osten ausgerichtete, spätgotische Saalkirche umfasst einen leicht eingezogenen Chor mit zwei Jochen und Schluss in drei Seiten des Zwölfecks sowie ein Langhaus mit drei Jochen. Der backsteinsichtige Außenbau wird durch spitzbogige Fensteröffnungen mit gekehlten, weiß getünchten Laibungen, einen hohen, umlaufenden, ebenfalls weiß getünchten Sockel und einen einfachen Dachfries am Chor gegliedert. Der Zugang zum Kircheninneren erfolgt über ein Portal auf der Südseite des Schiffs. Die Portallaibung ist doppelt gekehlt und hat einen rechteckigen Kielbogenrahmen, der nach oben hin mit einem angeblendeten Kreuz abschließt. Die Sakristei wurde in der Barockzeit südlich an den Chor angebaut.
Der Turm ist westlich in der Mittelachse des Schiffs angebaut und – im Gegensatz zum restlichen Bau – verputzt. Sein quadratischer Unterbau stammt noch aus der Entstehungszeit des Kirchenbaus. Er umfasst vier Geschosse, die bis auf schmale Lichtschlitze ungegliedert und durch einfache, schwache Gesimse getrennt sind. Der durch einen weit auskragendes Gesims abgetrennte Oberbau mit abgeschrägten Kanten und allseitigen, spitzbogigen Schallöffnungen ist neugotisch. Den oberen Abschluss bildet ein ebenfalls neugotischer Spitzhelm über vier Dreiecksgiebeln.

### Innenraum
Chor und Langhaus werden von einem spätgotischen Netzrippengewölbe überspannt, das auf schwachen, an den Kanten gekehlten Wandpfeilern und entsprechenden, spitzen Schildbögen ruht. Den Wandpfeilern sind Runddienste ohne konstruktive Aufgabe vorgelegt; sie laufen kurz unterhalb der anstelle von Kapitellen verwendeten Konsolen ins Leere. Letztere sind im Chor einer rechteckigen Platte vorgelegt und teils halbrund. Die übrigen Konsolen sind als halbe Achteckskonsolen mit konkav eingezogenen Seiten ausgeführt. Alle Konsolen sind mit kleinen Köpfchen mit verschlungenem, leerem Spruchband oder mit Wappenschilden verziert. Die aus den Konsolen entspringenden Gewölberippen weisen ein Birnstabprofil auf und laufen am Gewölbescheitel auf runde, tellerförmige Schlusssteine zu.
Den Übergang zwischen Chor und Langhaus vermittelt ein spitzer Chorbogen mit abgeschrägten Kanten, der im Bogen beidseits gekehlt ist. Der Zugang vom Langhaus zum Turm ist spitzbogig ausgeführt und an den Kanten gefast. An der Nordseite und an der südlichen Schrägseite im Chor befinden sich kleine Nischen zur Aufbewahrung liturgischer Geräte, die nach oben hin mit einer Giebelform abschließen. In der Sakristei befindet sich ein barockes Kreuzgewölbe.

## Ausstattung
Der neugotische Hochaltar stammt aus der Werkstatt des Münchner Architekten Joseph Elsner und enthält ein großes Altarblatt mit einer Darstellung der Heiligen Dreifaltigkeit im Nazarenerstil. An einem Wandpfeiler im Langhaus ist ein gotisierendes Kruzifix, wohl aus dem 16. Jahrhundert stammend, angebracht. Darunter befindet sich eine hochbarocke Holzfigur der Mater Dolorosa, die wohl um 1670 geschnitzt wurde.

### Glocken
Aus dem stattlichen Turm läuten zwei spätgotische Glocken, die 1519 und 1529 von Hanns Graf in Landshut gegossen wurden. Die ältere Glocke hat einen Durchmesser von 57 Zentimeter und einen Tauwerkhenkel. Sie trägt folgende Umschrift in gotischen Minuskeln: † anno · 1519 · iar · gos · mich · hanns · graf · in · der · ern · maria · inri, bei der die Worttrennung durch rautenförmige Punkte erfolgt. Die jüngere Glocke hat einen Durchmesser von 55 Zentimetern und einen Flechtwerkhenkel. Sie trägt folgende Minuskelumschrift: Anno · dni · m · vc · xxix · iar · gos · mich · hanns · graf · in · lanczhvot · got · zlob.